# 罗斯玛丽·梅尔
罗斯玛丽·梅尔（英語：Rosemary Mair，1998年11月7日—），生于内皮尔，新西兰女子板球运动员。她曾代表新西兰国家队参加2022年英联邦运动会板球比赛，获得一枚铜牌。